# Arteria rectal superior
La arteria rectal superior es una arteria que se origina como rama terminal de la arteria mesentérica inferior, que desciende en el interior de la pelvis para suministrar sangre al recto.

## Trayecto
La arteria rectal superior es la continuación de la arteria mesentérica inferior. Desciende en el interior de la pelvis entre las capas del mesenterio del colon sigmoideo, cruzando a la arteria ilíaca común izquierda y a la vena ilíaca común del mismo lado.
Se divide, enfrente de la tercera vértebra sacra, en dos ramas, que descienden a cada lado del recto. A unos 10 a 12 cm del ano, estas ramas se dividen a su vez en varias ramas pequeñas.
Estas ramas pequeñas perforan la capa muscular del intestino y discurren hacia abajo, como vasos rectos, situados a intervalos regulares unos de otros en la pared del intestino entre sus capas muscular y mucosa, hacia el nivel del esfínter anal interno; allí forman una serie de bucles alrededor del extremo inferior del recto, y se comunican con la arteria rectal media (procedente de la arteria ilíaca interna) y con la arteria rectal inferior (procedente de la arteria pudenda interna).

## Ramas
Presenta dos ramas terminales, una derecha y otra izquierda.

## Distribución
Se distribuye hacia el recto.

## Imágenes adicionales

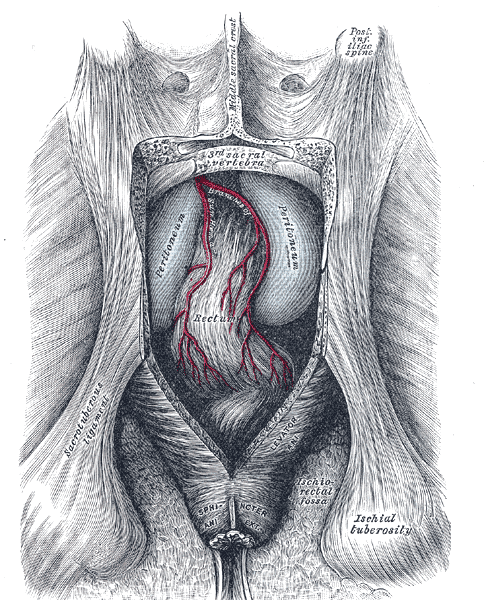
Cara posterior del recto expuesta al retirar la parte inferior del hueso sacro y el cóccix.